# Corps Borussia Greifswald
Das Corps Borussia Greifswald ist eine pflichtschlagende und farbentragende Studentenverbindung im Kösener Senioren-Convents-Verband.

## Couleur
Die Corpsburschenfarben der Borussia sind schwarz-weiß-schwarz auf Silberperkussion, die Fuchsfarben weiß-schwarz. Der Wahlspruch ist: Virtus fidesque bonorum corona! Der Constitution vorangestellt ist das Goethe-Zitat:
Es will der Feind, es darf der Freund nicht schonen;
Dann übt der Jüngling streitend seine Kräfte
Fühlt, was er ist, und fühlt sich bald ein Mann.

## Geschichte
Ein Corps Borussia gab es in Greifswald von Juni 1832 bis Februar 1834. Unter den 18 Mitgliedern waren Angehörige der Corps Pomerania Halle, Thuringia Halle, Franconia Jena und Vandalia Rostock sowie der Königsberger Corpslandsmannschaften Borussia und Masovia.
Das heutige Corps wurde am 3. August 1841 von einem Angehörigen der Königsberger Corpslandsmannschaft Borussia und einigen Greifswalder Westfalen an der Königlichen Universität zu Greifswald gegründet. Bei der Gründung des KSCV 1848 vertrat allein Borussia den Greifswalder Senioren-Convent, da die Corps Pomerania und Guestfalia suspendiert waren. 1906 bezog das Corps das erste Corpshaus in der Arndtstraße 10.
In der Zeit des Nationalsozialismus musste das Corps unter dem Druck der Gleichschaltung am 10. Juni 1935  wie alle anderen suspendieren. Die Alten Herren unterstützten die SC-Kameradschaft Yorck (gegründet am 3. August 1937), die mit Einverständnis der örtlichen Studentenführung explizit die Tradition der Greifswalder Corps übernahm und sukzessive corpsstudentisches Brauchtum und im Sommersemester 1943 auch die Constitution der Borussia annahm. Mensuren focht sie jedoch keine. Im März 1945 löste sich die Kameradschaft auf. Da in der Nachkriegszeit in Deutschland an eine Rekonstitution in der Deutschen Demokratischen Republik nicht zu denken war, ging Borussia am 5. November 1949 nach Mainz und gründete mit den Corps Hassia Gießen und Borussia Halle den „schwärzesten SC“ des KSCV. Im Januar 1950 gehörte Borussia zu den 22 Corps, die sich in der „Interessengemeinschaft“ zusammenschlossen und die Rekonstitution des KSCV vorbereiteten. 1976 war Borussia Greifswald präsidierendes Vorortcorps und stellte den Vorsitzenden des oKC. Auch im Jahr 2021 war Borussia Greifswald wieder präsidierendes Vortortcorps und stellt den Vorsitzenden des oKC.
Sechs Jahre nach der Wiedervereinigung wurde die Rückverlegung nach Greifswald beschlossen. Der aktive Betrieb wurde am 19. April 1997 eröffnet. So bildet Borussia wie vor 160 Jahren mit Pomerania und Guestfalia den SC zu Greifswald.

## Auswärtige Beziehungen

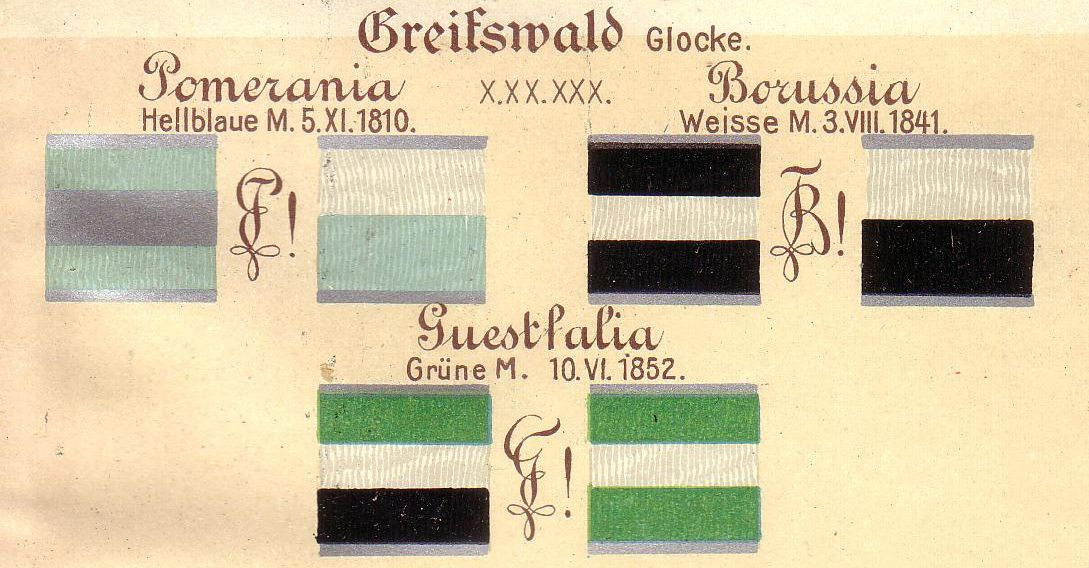
SC zu Greifswald

Borussia Greifswald gehört zum schwarzen Kreis und steht in folgenden Verhältnisverträgen:
Kartelle
Thuringia Jena
Normannia Berlin
Hansea Königsberg
Baruthia
Thuringia Leipzig
Befreundete
Brunsviga Göttingen
Saxonia Kiel
Suevia München
Bavaria Würzburg
Normannia Königsberg, erloschen (ab 1880)
Vorstellungsverhältnisse
Saxonia Hannoversch Münden
Vandalia Graz

## Greifswalder Preußen

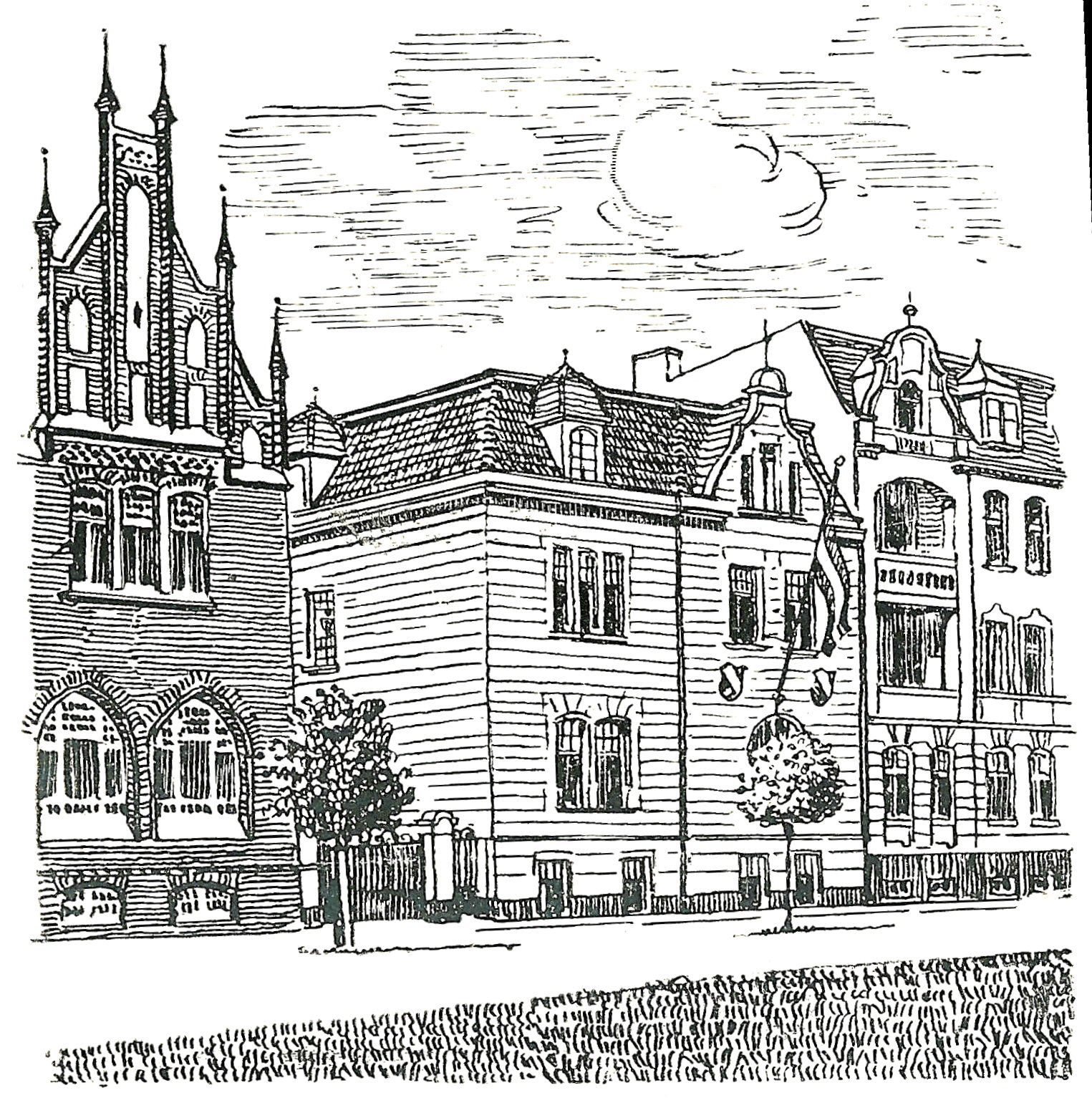
Borussias erstes Haus in der Arndtstr. (1910)

- Theodor Ackermann (1825–1896), Pathologie-Ordinarius in Halle und Rostock
- Karl Adler (1894–1966), Gynäkologe, Chef der Landesfrauenklinik Bochum
- Wilhelm Augustin Balthasar-Wolfradt (1864–1945), Freimaurer
- Dietrich Berg (* 1935), Gynäkologe und Geburtshelfer
- Albert Berndt (1820–1879), Kreisgerichtsdirektor, MdHdA, Stifter des Corps
- Christoph Büttner (* 1949), Admiralstabsarzt
- Oskar Dinkler (1861–1922), Professor für Arzneimittellehre in Kairo und Heluan
- Paul Eltester (1879–1956), Generalkonsul in Monrovia
- Rudolf Focke (1852–1918), Bibliothekar in Posen
- Werner Gercke (1885–1954), pommerscher Landesrat, Mitgründer und Direktor der Pommerschen Stadtschaft
- Eduard Graf (1829–1895), Generalarzt, MdHdA
- Wilhelm Grempler (1826–1907), Arzt, Prähistoriker
- Arnold Hesse (1838–1908), Richter am Reichsgericht
- Ferdinand Jensch (1829–1903), Landgerichtsdirektor, MdHdA
- Paul Knuth (1854–1899), Botaniker und Lehrer in Kiel, Mitglied der Leopoldina
- Erwin Lauschner (1911–1996), Generalarzt der Luftwaffe
- Hermann Maas (1842–1886), Chirurgie-Ordinarius in Freiburg und Würzburg
- Franz Moldenhauer (1849–1917), Gymnasialprofessor, Historiker, Politiker
- Konrad Niemeyer (1829–1903), Altphilologe, Direktor der Kieler Gelehrtenschule
- Max Penkert (1877–1955), Gynäkologe und Geburtshelfer
- Arthur Rentel (1869–1951), Landesrat Pommerns, Generaldirektor der Pommerschen Feuersozietät und Provinzial-Lebensversicherungs-Anstalt
- Franz Rutzen (* 1933), Verleger
- Heinrich Schoppen, († 1933), Erster Bürgermeister von Gnesen, Oberbürgermeister von Łódź, Bürgermeister von Marlow
- Ekkehard Schütze (1908–1980), Chirurg in Schwerin
- Friedrich Wilhelm Semmler (1860–1931), Chemiker, MdR
- August von Sivers (1825–1876), livländischer Gutsbesitzer und Landrat
- Ernst Reinhold Solger (1817–1866), Staatssekretär im US-amerikanischen Schatzministerium, Stifter des Corps
- Hermann Stechmann (1840–1900), Direktor des Zoologischen Gartens Breslau
- Siegfried Stephan (1883–1948), Ordinarius für Gynäkologie in Greifswald
- Karl von Unruh (1845–1898), Richter, MdHdA
- Ernst von Werdeck (1849–1905), Rittergutsbesitzer, MdR
- Adolf Zander (1829–1910), Reichsgerichtsrat
- Albert Zweck (1857–1934), Philologe in Ostpreußen